# كريس هاموند
كريس هاموند (بالإنجليزية: Chris Hammond) هو لاعب كرة قاعدة أمريكي، ولد في 21 يناير 1966 في أتلانتا في الولايات المتحدة.

## وصلات خارجية
- كريس هاموند على موقعبيزبول رفرنس.كوم (الدوري الرئيسي) (الإنجليزية)
- كريس هاموند على موقعبيزبول رفرنس.كوم (الدوري الثانوي) (الإنجليزية)